# Alice Donut
Alice Donut est un groupe américain de punk rock, originaire de New York. Formé en 1986, séparé en 1996, et reformé en 2001, le groupe tourne intensément avant de se séparer pour leur 1 000e performance publique. En date, Alice Donut compte un total de onze albums studio, et une quinzaine de maxi-45 tours, singles et autres enregistrements sur Alternative Tentacles, le label de Jello Biafra, et divers autres labels.

## Biographie
Le groupe est formé en 1986 après la séparation de Sea Beasts, un groupe de la Columbia University. Ted Houghton, Tomas Antona, Dave Giffen et Tom Meltzer recrutent le batteur Stephen Moses et trouve rapidement devant qui jouer au CBGB. Le guitariste Michael Jung remplace peu de temps après Meltzer, et la bassiste Sissi Schulmeister se joint au groupe en 1991. En 1991, la formation change et comprend Tomas Antona (chant), Michael Jung (guitare), Richard Marshall (guitare), Stephen Moses (batterie), et Sissi Schulmeister (basse). Cette formation tourne et enregistre puis se sépare en 1996. Entre 1988 et 1996, le groupe tourne aux États-Unis, en Europe et au Japon.
En 2001, Alice Donut revient enregistrer et publie Three Sisters, en 2003 après leur pause.
Le guitariste Dave Giffen se joint à eux pour enregistrer Fuzz, au BC Studio de Brooklyn avec le producteur Martin Bisi, mixé par Joel Hamilton, et publié le 5 septembre 2006. Le dixième album du groupe suit, Ten Glorious Animals, en septembre 2009, au label Alternative Tentacles.
En 2012, l'album Freaks in Love est publié. Le 11 novembre 2016, Tomas Antona annonce qu'Alice Donut est en pleine écriture d'un nouvel album. Aucune date de sortie n'est prévue.

## Discographie

### Albums studio
- 1988 : Donut Comes Alive!
- 1989 : Bucketfuls of Sickness and Horror in an Otherwise Meaningless Life
- 1989 : Mule
- 1991 : Revenge Fantasies of the Impotent
- 1992 : The Untidy Suicides of your Degenerate Children
- 1995 : Pure Acid Park
- 2004 : Three Sisters
- 2006 :  Fuzz
- 2009 : Ten Glorious Animals

### Albums live
- 1994 : Dry-humping the Cash Cow
- 2004 : London, There's a Curious Lump in My Sack (DVD)

### Démo
- 1987 : Dork Me Bangladesh

### Singles et EP
- 1990 : Demonologist (single)
- 1991 : The Biggest Ass (EP)
- 1992 : Magdalene (single)
- 1993 : Medication (single)
- 1994 : Nadine (single)
- 1996 : Michael Gerald's Party Machine Presents (split 7" avec Killdozer)
- 2010 : Free Electric State (split 7" avec Free Electric State)

## Membres
- Tomas Antona - chant
- Stephen Moses - batterie, trombone
- Michael Jung - guitare, claviers, chant
- David Giffen - guitare, chant
- Sissi Schulmeister - basse, banjo, chant
- Richard Marshall - guitare, chant (1992-1994)
- Ted Houghton - basse, chant (1986-1990)
- Tom Meltzer - guitare, chant (1986-1987)